# Heinrich Schnee
Pour les articles homonymes, voir Schnee.
Heinrich Albert Schnee, né le 4 février 1871 à Neuhaldensleben et mort le 23 juin 1949 à Berlin, est un juriste, homme politique et écrivain allemand.

## Biographie

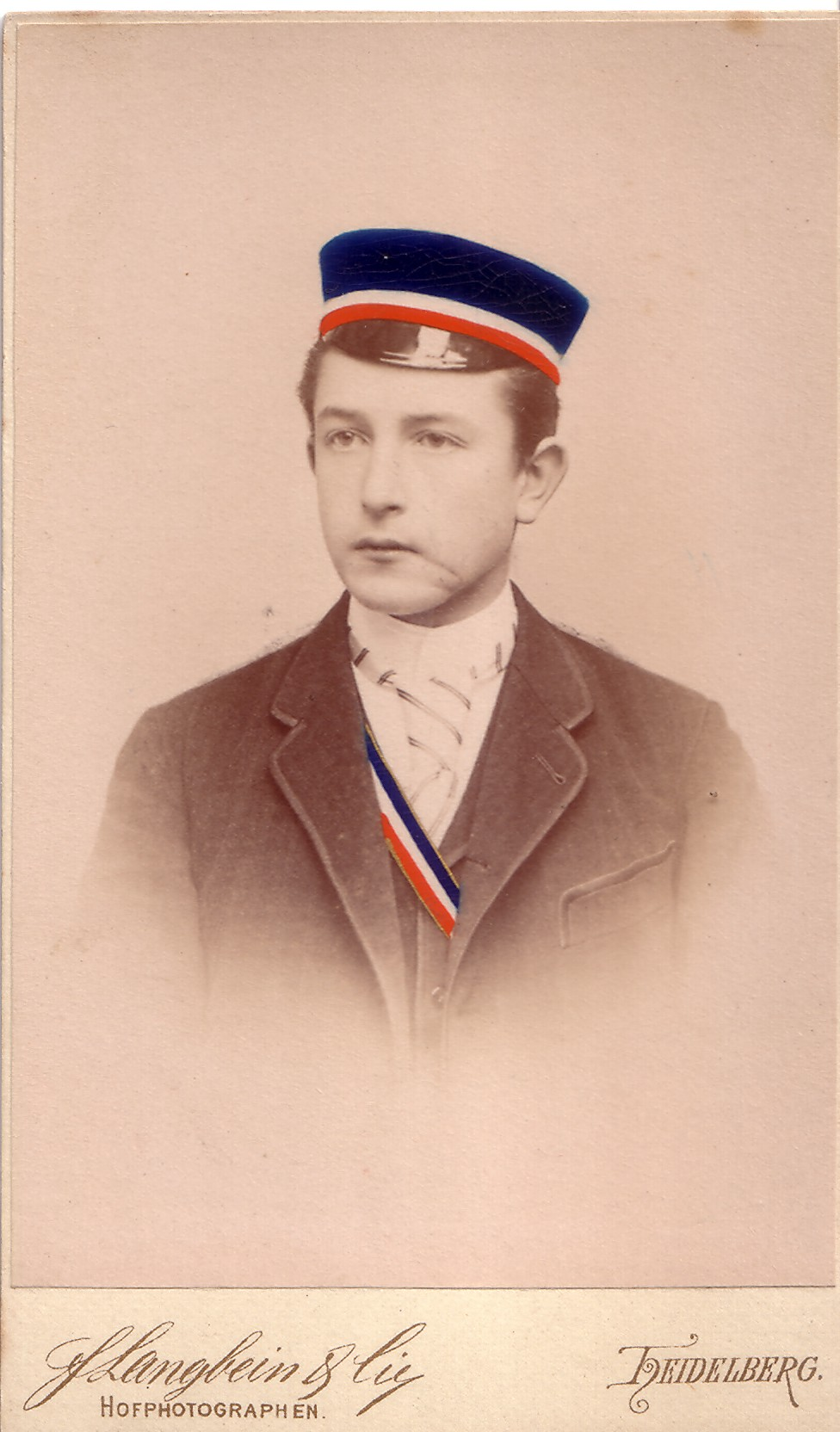
Heinrich Schnee, ca. 1889/90

Heinrich Schnee a joué un grand rôle dans la politique coloniale allemande. De 1912 à 1919 il est gouverneur en Afrique orientale allemande. Après la Première Guerre mondiale, Schnee est député du DVP au Reichstag. De 1933 à 1945, il est député du NSDAP au Reichstag.

## Œuvres
- Bilder aus der Südsee, Berlin: Reimer, 1904
- Deutsch-Ostafrika im Weltkriege, Leipzig: Quelle u. Meyer, 1919
- Deutsches Koloniallexikon (Hrsg.), Leipzig: Quelle u. Meyer, 1920
- Braucht Deutschland Kolonien?, Leipzig: Quelle u. Meyer, 1921
- Die koloniale Schuldlüge, Berlin: Sachers u. Kuschel, 1924
- Zehn Jahre Versailles (Hrsg., en collaboration avec Hans Draeger), 3 Bände, Berlin: Brückenverlag, 1929/30
- Völker und Mächte im Fernen Osten, Berlin: Deutsche Buch-Gemeinschaft, 1933
- Die deutschen Kolonien vor, in und nach dem Weltkrieg, Leipzig: Quelle u. Meyer, 1935
- Deutschlands koloniale Forderung, Berlin: Wendt, 1937
- Als letzter Gouverneur in Deutsch-Ostafrika – Erinnerungen, hrsg. von Ada Schnee, Heidelberg: Quelle u. Meyer, 1964